# Xarxet americà
El xarxet americà o xarxet de Carolina (Anas carolinensis) és un ànec molt comú que cria al nord de Nord-amèrica, excepte en les illes Aleutianes. El xarxet americà és classificat de vegades com la subespècie Anas crecca carolinensis del xarxet comú, o com una espècie separada.
És un ocell que fa una gran migració al sud de la seva zona de cria.